# Отињи ла Тур
Отињи ла Тур (фр. Autigny-la-Tour) насеље је и општина у североисточној Француској у региону Лорена, у департману Вогези која припада префектури Нефшато.
По подацима из 2011. године у општини је живело 184 становника, а густина насељености је износила 11,6 становника/km². Општина се простире на површини од 15,86 km². Налази се на средњој надморској висини од 260 метара (максималној 406 m, а минималној 282 m).

## Демографија
| 1962. | 1968. | 1975. | 1982. | 1990. | 1999. | 2011. |
| ----- | ----- | ----- | ----- | ----- | ----- | ----- |
| 160   | 162   | 189   | 180   | 175   | 161   | 184   |

График промене броја становника у току последњих година